# ジェファーソン郡 (ルイジアナ州)
座標: 北緯29度44分 西経90度06分 / 北緯29.733度 西経90.100度
ジェファーソン郡（Jefferson Parish）は、アメリカ合衆国ルイジアナ州のニューオーリンズ郊外に位置する郡。人口は44万0781人（2020年）。郡庁所在地は、グレトナ（Gretna）である。ジェファーソン郡とオーリンズ郡を含むニューオーリンズ都市圏は、ルイジアナ州最大の都市圏である。
2005年、ジェファーソン郡は、ハリケーン・カトリーナの直撃を受けたが、隣接するオーリンズ郡よりも復興のペースは早かった。これは、オーリンズ郡に比べて被害が軽度であったのに加え、比較的裕福な層が多いことと地方政府が機能的だったことが要因といわれている。2007年に発表された報告書によると、ジェファーソン郡はカトリーナ後の再建が進んだことも影響し、四半期（7月期）において、雇用拡大率が全米でトップであった。
ジェファーソン郡長のアーロン・ブラッサードは、ジェファーソン郡の人口について、カトリーナ前の人口水準を回復し、それを超える可能性もあると示唆している。これは、ニューオーリンズ市からカトリーナによって避難していた人々が、住居修繕のための国の補助金支給を待つ間、市に近いジェファーソン郡に戻ってきているからである。

## 名前の由来
ジェファーソン郡は、バージニア州出身のトーマス・ジェファーソンにちなんで命名された。命名は1825年、ジェファーソンが亡くなる1年前のことであった。郡庁所在地のグレトナにはジェファーソンの像が建っている。

## 歴史
ジェファーソン郡は、1825年に設立された。1950年代から70年代にかけての人種隔離政策の変更に伴い、オーリンズ郡からの白人中流世帯の流入により郡の人口は増加していった。

## 地理
ジェファーソン郡は、総面積1,664 km² (642 mi²) である。このうち794 km² (307 mi²) が陸地で52.29%の870 km² (336 mi²) が水地域である。

### 幹線道路

#### 東岸
- 州間高速道路10号線 -- 道路の西側はセントチャールズ郡へ通じ、東側はニューオーリンズに通じている。
- 国道61号線 -- 道路の西側はセントチャールズ郡へ通じ、東側はニューオーリンズに通じている。
- 国道90号線 -- 南側で東岸と西岸をヒューイ・ロング橋を通じて結び、東側ではジェファーソン・ハイウェイを通じてニューオーリンズに通じている。
- ポンチャートレイン湖コーズウェイ -- 東岸をポンチャートレイン湖を横切ってセントタマニー郡と結んでいる。

#### 西岸
- 国道90号線 -- 南側で西岸と東岸をヒューイ・ロング橋を通じて結び、西側ではセントチャールズ郡に通じている。
- 国道90号線ビジネス・ルート -- 東側は、ニューオーリンズに通じ、西側は国道90号線と交差している。州間高速道路 49号線の建設予定ルートである。
- ルイジアナ州道18号線 -- セントチャールズ郡へ通じている。
- ルイジアナ州道23号線 -- プラークミンズ郡へ通じている。
- ルイジアナ州道45号線 -- 西岸と郡南部の町 (ジャン・ラフィット、ラフィット、バラタリア)を結んでいる。

#### グランド・アイル
- ルイジアナ州道1号線 -- グランド・アイルをラフォーシュ郡と結んでいる。

### 隣接する郡と自然の特徴
グランド・アイル島を除き、ジェファーソン郡から外部へ抜ける全ての道路は、西側はセントチャールズ郡へ、東側はオーリンズ郡とプラークミンズ郡双方へ通じている。郡の北側にはポンチャートレイン湖がある。ジェファーソン郡の南側半分は、人が住めない沼地である。グランド・アイル島に関しては、同島と郡の他の部分をつなぐ唯一の道路はラフォーシュ郡とセントチャールズ郡を抜けている。

## 人口動静
2000年の国勢調査によると、ジェファーソン郡の人口は455,466人、家族数は120,191である。人口密度は574/km² (1,486/mi²) となっている。237/km² (613/mi²) の平均的な密度に 187,907軒の住宅が建っている。人種的な構成は、白人69.82%、アフリカ系アメリカ人22.86%、先住民0.45%、アジア系3.09%、太平洋諸島系0.03%。その他の人種2.03%、及び混血1.72%である。人口の7.12%はヒスパニックまたはラテン系である。
176,234世帯のうち、31.90%が18歳未満の子供と一緒に生活しており、48.20%は夫婦で生活している。15.40%は夫のいない女性が世帯主であり、31.80%は非家族世帯である。26.70%は独身の居住者が住んでおり、8.40%は65歳以上の独身世帯である。1世帯の平均人数は2.56人であり、結婚している家庭の場合は、3.13人である。
郡の住民は25.30%が18歳未満の未成年、18歳以上24歳以下が9.10%、25歳以上44歳以下が30.20%、45歳以上64歳以下が23.40%、及び65歳以上が11.9%にわたっている。中央値年齢は36歳である。女性100人ごとに対して男性は92.4人である。18歳以上の女性100人ごとに対して男性は88.60人である。
郡の世帯ごとの平均的な収入は38,435米ドルであり、家族ごとの平均的な収入は45,834米ドルである。男性は35,081米ドルに対して女性は24,921米ドルの平均的な収入がある。郡の一人当たりの収入 (per capita income) は19,953米ドルである。人口の13.70%及び家族の10.80% は貧困線以下である。全人口のうち18歳未満の20.00%及び65歳以上の9.80%は貧困線以下の生活を送っている。

## 各地域とその人口
人口は2000年度の国勢調査のものである。

### 東岸
総人口: 257,239人
- 146,136人 -- メテリー （非法人地域）
- 70,517人 -- ケナー （市）
- 14,588人 -- リバーリッジ （非法人地域）
- 11,843人 -- ジェファーソン （非法人地域）
- 9,885人 --ハラハン （市）
- 4,270人 -- エルムウッド （非法人地域）

### 西岸
総人口: 181,464人
- 36,165人 -- マレロ （非法人地域）
- 25,430人 -- テリータウン （非法人地域）
- 22,226人 -- ハーヴィー （非法人地域）
- 17,423人 -- グレトナ （市）
- 15,880人 -- エステル （非法人地域）
- 13,058人 -- ウッドメア （非法人地域）
- 11,405人 -- ティンバーレーン （非法人地域）
- 10,763人 -- ウェストウィーゴ （市）
- 9,435人 -- ワガマン （非法人地域）
- 8,323人 -- ブリッジシティ （非法人地域）
- 5,441人 -- エイヴォンデール （非法人地域）

### バイユー・バラタリア
総人口: 5,046人
- 2,137人 -- ジャン・ラフィット （町）
- 1,576人 -- ラフィット （非法人地域）
- 1,333人 -- バラタリア （非法人地域）

### メキシコ湾
- 1,541 -- グランド・アイル （町）

## 教育
郡の公立学校は、ジェファーソン郡公立学校機構 (Jefferson Parish Public Schools)によって運営されている。

## ゆかりの人物
- スティーヴン・セガール - 副保安官チーフを務めていた。